# Gamla kastilianska högslätten

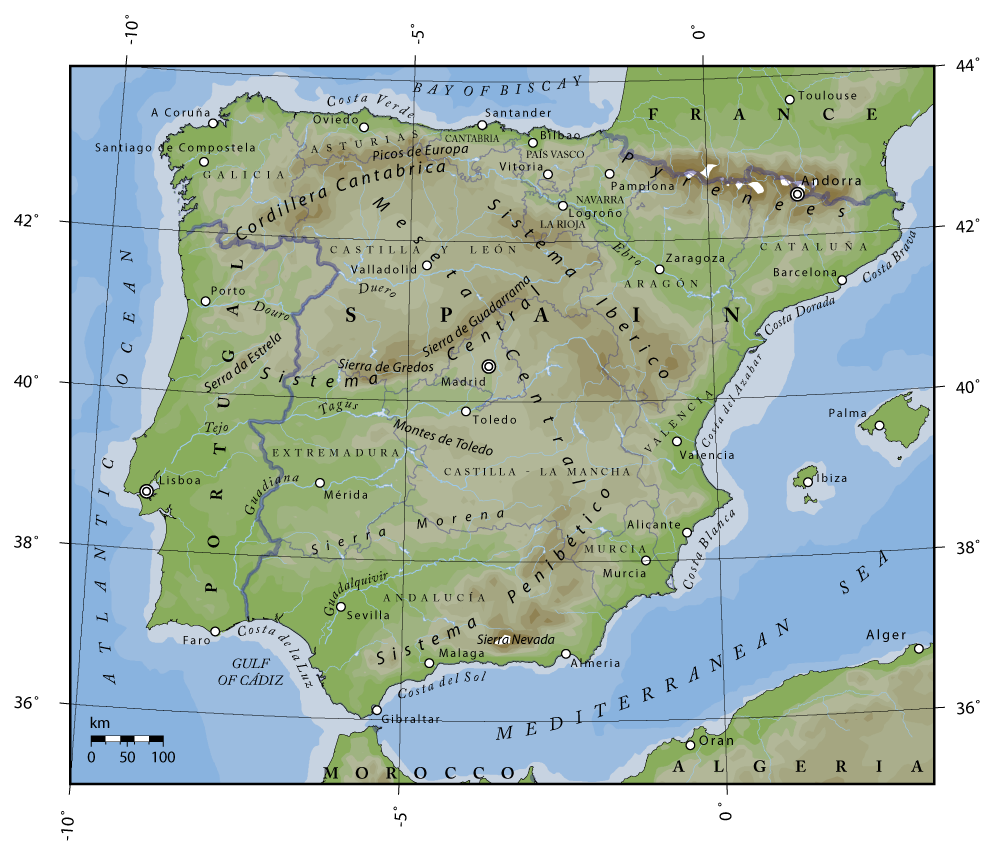
Iberiska halvöns topografi

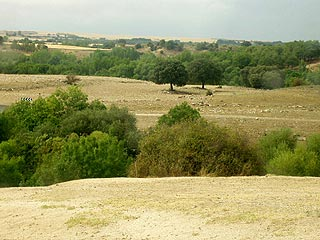
Landskap typiskt för Meseta Norte i Ávilaprovinsen

Gamla kastilianska högslätten (på spanska Meseta Norte eller Submeseta Norte), kallas den norra delen av den spanska Meseta Central. Den ligger norr om de Kastilianska skiljebergen (Sistema Central). Området täcker större delen av den autonoma kommunen Kastilien-León. Det karakteriseras av ett medelhavsklimat med inslag av inlandsklimat: långa kalla vintrar och korta varma somrar. Dess speciella landskap, slätter och avsaknad av vegetation, har skapat den traditionella bilden av den centrala delen av Spanien.
Fram till nyligen har jordbruk utan inslag av bevattning varit den viktigaste ekonomiska resursen för detta område. Men sedan Spanien 1986 gick in i den Europeiska gemenskapen (sedan Europeiska unionen), har jordbruket fått lämna plats för andra aktiviteter och andelen befolkning som arbetar inom jordbrukssektorn har reducerats kraftigt.